# Pjalteproletariat
 Der er for få eller ingen kildehenvisninger i denne artikel, hvilket er et problem. Du kan hjælpe ved at angive troværdige kilder til de påstande, som fremføres i artiklen.

I Marxistisk samfundsteori er Pjalteproletariatet  (tysk Lumpenproletariat) et samfundslag der er under proletariatet. Det er en betegnelse for folk som ikke er en del af arbejderklassen, men som lever uden for det etablerede kapitalistiske arbejdsmarked og som derfor ikke kan opnå den klassebevidsthed der er nødvendig til at drive revolutionen. Pjalteproletariatet inkluderer typisk småkriminelle, som tyve, prostituerede og stofmisbrugere, de hjemløse og dem der forsørges af staten. Marx anså pjalteproletariatet som en hindring for revolutionen da de er så marginaliserede at de typisk ville kunne købes til at støtte borgerskabet når klassekampen bryder ud. 
| Politik | Spire Denne artikel om politik og ideologi er en spire som bør udbygges. Du er velkommen til at hjælpe Wikipedia ved at udvide den. |